# Vîpovziv, Kozeleț
Vîpovziv (în ucraineană Виповзів) este un sat în comuna Karpîlivka din raionul Kozeleț, regiunea Cernihiv, Ucraina.

## Demografie
Componența lingvistică a localității Vîpovziv
     Ucraineană (96,36%)
     Rusă (3,64%)
Conform recensământului din 2001, majoritatea populației localității Vîpovziv era vorbitoare de ucraineană (96,36%), existând în minoritate și vorbitori de rusă (3,64%).